# Grammy Award for Best Classical Instrumental Solo
Der Grammy Award for Best Classical Instrumental Solo, auf Deutsch „Grammy-Auszeichnung für das beste klassische Instrumental-Solo“, ist ein Musikpreis, der seit 2012 von der Recording Academy in Los Angeles verliehen wird. Der Preis wird an den Instrumentalsolisten und gegebenenfalls den Dirigenten vergeben.

## Geschichte und Hintergrund
Die seit 1959 verliehenen Grammy Awards werden jährlich in zahlreichen Kategorien von der Recording Academy in den Vereinigten Staaten vergeben, um künstlerische Leistung, technische Kompetenz und hervorragende Gesamtleistung ohne Rücksicht auf die Album-Verkäufe oder Chart-Position zu würdigen. Eine dieser Kategorien ist der Grammy Award for Best Classical Instrumental Solo. Er wurde erstmals während der jährlichen Grammy Awards-Zeremonie 2012 verliehen.
Die Auszeichnung kombiniert die früheren Preiskategorien Grammy Award for Best Instrumental Solist(s) Performance (with orchestra) und Grammy Award for Best Instrumental Solist Performance (without orchestra). Die Umstrukturierung dieser Kategorien ergab sich aus dem Wunsch der Recording Academy, die Anzahl der Auszeichnungen zu verringern.

## Gewinner und nominierte Künstler
| Jahr                 | Gewinner                                                                               | Nationalität                              | Werk                                                                       | Nominierte | Bild des/der Gewinner(s) |
| -------------------- | -------------------------------------------------------------------------------------- | ----------------------------------------- | -------------------------------------------------------------------------- | --- | ------------------------ |
| 2012                 | Christopher Lamb (Solist) Giancarlo Guerrero (Dirigent) mit der Nashville Symphony     | Vereinigte Staaten Costa Rica             | Joseph Schwantner: Concerto for Percussion & Orchestra                     | - Chinese Recorder Concertos – East Meets West von Michala Petri mit dem Copenhagen Philharmonic unter Leitung von Lan Shui - Sergei Rachmaninow: Klavierkonzert Nr. 2 in C-Moll op. 18; Rhapsody on a Theme of Paganini von Yuja Wang mit dem Mahler Chamber Orchestra unter Leitung von Claudio Abbado - Sergei Rachmaninow: Klavierkonzerte Nr. 3 und 4 von Leif Ove Andsnes mit dem London Symphony Orchestra unter Leitung von Antonio Pappano - Winging It – Piano Music of John Corigliano von Ursula Oppens              |                          |
| 2013                 | Kim Kashkashian (Solist)                                                               | Vereinigte Staaten                        | György Kurtág, György Ligeti: Musik für Viola                              | - Johann Sebastian Bach: Das wohltemperierte Klavier von András Schiff - The Complete Harpsichord Works of Rameau von Jory Vinikour - Hans Gál, Edward Elgar: Cellokonzerte von Antonio Meneses mit der Northern Sinfonia unter Leitung von Claudio Cruz - Gustav Holst: The Planets von Hansjörg Albrecht |                          |
| 2014                 | Evelyn Glennie (Solist) David Alan Miller (Dirigent) mit dem Albany Symphony Orchestra | Vereinigtes Königreich Vereinigte Staaten | Corigliano: Conjurer: Concerto for Percussionist and String Orchestra      | - Bartók / Eötvös / Ligeti von Patricia Kopatchinskaja mit dem Ensemble Modern und dem Frankfurt Radio Symphony Orchestra unter Leitung von Péter Eötvös - The Edge of Light von Gloria Cheng mit dem Calder Quartet - Lindberg: Klavierkonzert Nr. 2 von Yefim Bronfman mit dem New York Philharmonic unter Leitung von Alan Gilbert - Salonen: Violinkonzert; Nyx von Leila Josefowicz mit dem YLE Radion sinfoniaorkesteri unter Leitung von Esa-Pekka Salonen - Schubert: Klaviersonaten D. 845 und 960 von Maria João Pires |                          |
| 2015                 | Jason Vieaux (Solist)                                                                  | Vereinigte Staaten                        | Play                                                                       | - All the Things You Are von Leon Fleisher - The Carnegie Recital von Daniil Trifonow - Dutilleux: Tout un monde lointain von Xavier Phillips und der Seattle Symphony unter Leitung von Ludovic Morlot - Toccatas von Jory Vinikour |                          |
| 2016                 | Augustin Hadelich (Solist) Ludovic Morlot (Dirigent) mit dem Seattle Symphony          | Deutschland Frankreich                    | Henri Dutilleux: Violin Concerto, L'Arbre Des Songes                       | - Grieg & Moszkowski: Piano Concertos von Joseph Moog mit der Deutschen Radio Philharmonie Saarbrücken Kaiserslautern unter Leitung von Nicholas Milton - Mozart: Keyboard Music, Vol. 7 von Kristian Bezuidenhout - Rachmaninov Variations von Daniil Trifonov mit dem Philadelphia Orchestra - Rzewski: The People United Will Never Be Defeated! von Ursula Oppens mit Jerome Lowenthal |                          |
| 2017                 | Zuill Bailey (Solist) Giancarlo Guerrero (Dirigent) mit der Nashville Symphony         | Vereinigte Staaten Costa Rica             | Michael Daugherty: Tales of Hemingway                                      | - Adams: Scheherazade.2 von Leila Josefowicz mit Chester Englander und der St. Louis Symphony unter Leitung von David Robertson - Dvořák: Violinkonzert und Romanze; Suk: Fantasie von Christian Tetzlaff mit dem Helsinki Philharmonic Orchestra unter Leitung von John Storgårds - Mozart: Keyboard Music, Vols. 8 & 9 von Kristian Bezuidenhout - 1930’s Violin Concertos, Vol. 2 von Gil Shaham mit den Knights und dem Radio-Sinfonieorchester Stuttgart unter Leitung von Gil Shaham                                       |                          |
| 2018                 | Daniil Trifonov (Solist)                                                               | Russland                                  | Liszt: Transcendental (Études d’exécution transcendante und andere Etüden) | - Bach: The French Suites von Murray Perahia - Haydn: Cello Concertos von Steven Isserlis mit der Deutschen Kammerphilharmonie Bremen unter Leitung von Florian Donderer - Levina: The Piano Concertos von Maria Lettberg mit dem Rundfunk-Sinfonieorchester Berlin unter Leitung von Ariane Matiakh - Schostakowitsch: Violin Concertos Nos. 1 & 2 von Frank Peter Zimmermann mit dem NDR Elbphilharmonie Orchester unter Leitung von Alan Gilbert                                                                              |                          |
| 2019                 | James Ehnes (Solist) Ludovic Morlot (Dirigent) mit dem Seattle Symphony                | Kanada Frankreich                         | Kernis: Violin Concerto                                                    | - Bartók: Piano Concerto No. 2 von Yuja Wang mit den Berliner Philharmonikern unter Leitung von Sir Simon Rattle - Biber: The Mystery Sonatas von Christina Day Martinson mit dem Boston Baroque unter Leitung von Martin Pearlman - Bruch: Scottish Fantasy, op.46; Violin Concerto No. 1 in G Minor, op. 26 von Joshua Bell mit der Academy of St. Martin in the Fields - Glass: Three Pieces in the Shape of a Square von Craig Morris                                                                                        |                          |
| 2020                 | Nicola Benedetti und das Philadelphia Orchestra, dirigiert von Cristian Măcelaru       | Vereinigtes Königreich Vereinigte Staaten | Marsalis: Violin Concerto; Fiddle Dance Suite                              | - The Berlin Recital von Yuja Wang - Higdon: Harp Concerto von Yolanda Kondonassis und The Rochester Philharmonic Orchestra, dirigiert von Ward Stare - The Orchestral Organ von Jan Kraybill - Torke: Sky, Concerto for Violin von Tessa Lark und der Albany Symphony, dirigiert von David Alan Miller |                          |
| 2021                 | Richard O’Neill mit der Albany Symphony unter Leitung von David Alan Miller            | Vereinigte Staaten                        | Theofanidis: Concerto for Viola and Chamber Orchestra                      | - Adès: Concerto for Piano and Orchestra von Kirill Gerstein mit dem Boston Symphony Orchestra unter Leitung von Thomas Adès - Beethoven: Complete Piano Sonatas von Igor Levit - Bohemian Tales von Augustin Hadelich mit Charles Owen und dem Symphonieorchester des Bayerischen Rundfunks unter Leitung von Jakub Hrůša - Destination Rachmaninov-Arrival von Daniil Trifonov mit dem Philadelphia Orchestra unter Leitung von Yannick Nézet-Séguin                                                                           |                          |
| 2022                 | Jennifer Koh                                                                           | Vereinigte Staaten                        | Alone Together                                                             | - An American Mosaic von Simone Dinnerstein - Bach: Sonatas & Partitas von Augustin Hadelich - Beethoven & Brahms: Violin Concertos von Gil Shaham mit den Knights unter Leitung von Eric Jacobsen - Mak Back von Mak Grgić - Of Power von Curtis Stewart |                          |
| 2023 5. Februar 2023 | Time for Three mit dem Philadelphia Orchestra unter Leitung von Xian Zhang             | Vereinigte Staaten Volksrepublik China    | Letters for the Future                                                     | - Abels: Isolation Variation von Hilary Hahn - Bach: The Art of Life von Daniil Trifonov - Beethoven: Diabelli Variations von Mitsuko Uchida - A Night in Upper Town – The Music of Zoran Krajačić von Mak Grgić |                          |
| 2024 4. Februar 2024 | Yuja Wang mit Begleitung des Louisville Orchestras unter Leitung von Teddy Abrams      | Volksrepublik China                       | The American Project                                                       | - Adams: Darkness and Scattered Light von Robert Black - Akiho: Cylinders von Andy Akiho - Difficult Grace von Seth Parker Woods - Of Love von Curtis Stewart | Yuja Wang 2014           |
| 2025 2. Februar 2025 | Víkingur Ólafsson                                                                      | Island                                    | Bach: Goldberg Variations                                                  | - Akiho: Longing von Andy Akiho - Eastman: The Holy Presence of Joan D’Arc von Seth Parker Woods mit Wild Up unter Leitung von Christopher Rountree - Entourer von Mak Grgić mit dem Ensemble Dissonance - Perry: Concerto for Violin & Orchestra von Curtis Stewart mit dem Experiental Orchestra unter Leitung von James Blachly |                          |